# Яхара Хіроміті
Яхара Хіроміті (яп. 八原博通, 1902 — 1981) — японський військовик, старший штабний офіцер 32-ї армії Імперської армії Японії в битві за Окінаву. Найстарший офіцер командування з 32-ї армії, який вижив у цій битві.

## Біографія
Народився в місті Енаго в префектурі Тотторі. У 1923 році закінчив Військову академію Імператорської армії, в 1929 році закінчив Вищу військову академію з почесним дипломом.
У 1930 вступив на службу у відділ кадрів Військового міністерства. У 1933—1935 роках брав участь у програмі обміну офіцерами з Армією США; служив в Вілмінгтоні, Бостоні, Вашингтоні. У 1935—1937 роках знову служив у відділі кадрів. У 1937—1938 роках викладав стратегію та тактику у Вищій військовій академії (з перервою на тримісячну відрядження в Китай, в якій Яхара служив у штабі 2-ї армії). У 1940 працював японським представником в ряді країн Південно-Східної Азії. У 1941 році — військовий аташе у Бангкоку, брав участь в секретних переговорах з владою Таїланду, потім воював у Бірмі з 15-ю армією. У 1942 році за станом здоров'я змушений повернутися в Японію і знову зайнятися викладацькою діяльністю.
У 1944 році направлений на Окінаву радником Генерального штабу, і незабаром призначений старшим штабним офіцером 32-ї армії. У битві за острів був прихильником оборонної стратегії, знаючи, що перемога неможлива. Яхара вважав, що завдання захисників острова — протриматися якомога довше і тим самим відтягти вторгнення американців на основну територію Японії. Водночас начальник штабу 32-ї армії генерал-лейтенант Ісаму Тьо наполягав на наступальній стратегії. Командувач 32-ї армії Усідзіма Міцуру в цілому дотримувався плану Яхари. Однак під тиском Тьо, попри переконання Яхари, Усідзіма наказав провести контратаку 4 травня 1945 року — з жахливими для японців результатами.
23 червня Усідзіма і Тьо покінчили життя самогубством, щоб не здатися ворогові. Усідзіма наказав Яхарі залишитися живим і доставити в Токіо рапорт про битву. Яхара під виглядом вчителя деякий час переховувався серед цивільного населення, але 15 липня був полонений американцями.
У 1972 році Яхара опублікував книжку «Битва за Окінаву — спогади старшого штабного офіцера». У 1995 році його спогади були перекладені англійською мовою.